# Hochrindl-Kegel
Hochrindl-Kegel je naselje v Občini Albeck v Okraju Trg na Koroškem v Avstriji.